# عزرا ستايلز
عزرا ستايلز (بالإنجليزية: Ezra Stiles)‏ هو عالم عقيدة ومترجم أمريكي، ولد في 10 ديسمبر 1727 في نورث هيفن في الولايات المتحدة، وتوفي في 12 مايو 1795 في نيو هيفن في الولايات المتحدة.